# Rudolf Gruber (Politiker)

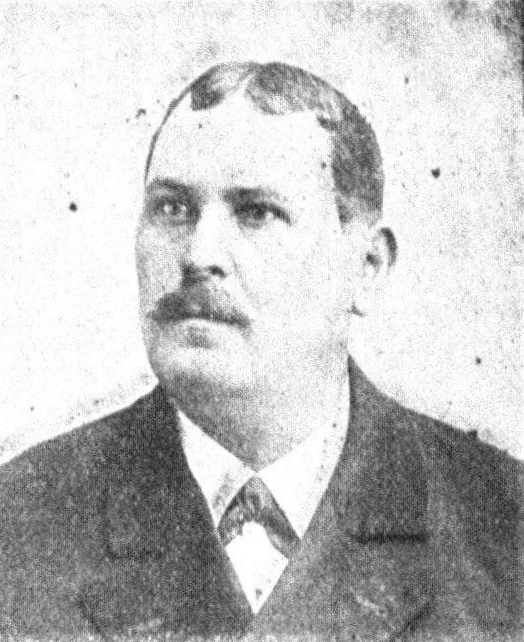
Rudolf Gruber

Rudolf Gruber (* 29. November 1864 in Sollenau, Niederösterreich; † 13. Oktober 1926 ebenda) war ein österreichischer Politiker der  Christlichsozialen Partei (CSP).

## Ausbildung und Beruf
Nach dem Besuch der Volksschule besuchte er eine landwirtschaftliche Fortbildungsschule und wurde Gastwirt und Wirtschaftsbesitzer.
Er war Mitglied der bis ca. 1932 bestehenden VPV-Verbindung Gothia Sollenau.

## Politische Funktionen
- 1902: Abgeordneter zum Niederösterreichischen Landtag
- 1907–1918: Abgeordneter des Abgeordnetenhauses im Reichsrat (XI. und XII. Legislaturperiode), Wahlbezirk Österreich unter der Enns 50, Christlichsoziale Vereinigung
- 1918–1919: Mitglied des Provisorischen Landtages von Niederösterreich
- Obmannstellvertreter des Niederösterreichischen Bauernbundes
- Vizepräsident des niederösterreichischen Landeskulturrates
- Bürgermeister von Sollenau
- Ausschussmitglied der Genossenschaft der Gastwirte und Fuhrwerksbesitzer in Wiener Neustadt

## Politische Mandate
- 21. Oktober 1918 bis 16. Februar 1919: Mitglied der Provisorischen Nationalversammlung, CSP
- 4. März 1919 bis 9. November 1920: Mitglied der Konstituierenden Nationalversammlung, CSP
- 10. November 1920 bis zu seinem Tod am 13. Oktober 1926: Mitglied des Nationalrates (I. und II. Gesetzgebungsperiode), CSP

## Auszeichnungen
- Kriegskreuz für Zivilverdienste zweiter Klasse[5]